# Poříčí (Trutnov)
Poříčí (německy Parschnitz) je místní část města Trutnova.

## Historie Poříčí
Poříčí byla původně slovanská osada. Poprvé se připomíná roku 1260 v listině pražského biskupa Jana III. z Dražic. V roce 1542 potvrzuje listina Ferdinanda I. vesnici Poříčí za majetek města Trutnova a od roku 1599 je součástí trutnovského panství. Spolu s Trutnovem obec trpěla za třicetileté války. V roce 1680 bylo Poříčí postiženo morovou nákazou. Za slezských válek v 18. století obcí procházela vojska. Poříčští občané se zapojili i do nevolnického povstání roku 1775. 20. března přitáhli v nočních hodinách do blízkých Voletin, aby zvěstovali svobodu. Za války prusko-rakouské roku 1866 pruští vojáci v obci nelítostně řádili. V roce 1897 postihla Poříčí jiná katastrofa – velká povodeň. Roku 1897 se začalo se stavbou novogotického kostela sv. Petra a sv. Pavla. Dokončen byl roku 1903. Po Mnichovu se Poříčí ocitlo v zabraném území a v areálu zdejší opuštěné Haasovy přádelny byl vybudován koncentrační tábor Poříčí. V roce 1947 bylo Poříčí sloučeno s Trutnovem.
V dobách budování socialismu bylo Poříčí přeměněno na průmyslové předměstí Trutnova, ale na úkor bydlení. Kromě velkého nákladového nádraží se spoustou vleček zde vznikla řada továren a skladů. Kvůli výstavbě nové elektrárny EPO II zmizela část Poříčí, byla přesunuta silnice, a dokonce i koryto řeky. Kvůli projektu obchodního střediska byla zase zlikvidována část náměstí, aniž by byla zahájena výstavba. Po roce 1989 se v éře osamostatňování obcí chtělo odpojit i Poříčí. Proběhlo dokonce i referendum, kde se nadpoloviční většina zdejších obyvatel vyslovila pro odtržení od Trutnova. Ale kvůli ekonomické, dopravní a správní provázanosti ministerstvo rozdělení Trutnova zamítlo.
Celá desetiletí Poříčí trpělo vysokou prašností a hlučností, které se však ekonomickým útlumem zdejších továren a nádraží stalo snesitelnějším. Ovšem těžké šrámy na kdysi vzkvétajícím městečku se budou odstraňovat ještě dlouho.

## Průmysl

### Textilní výroba
Do trutnovské historie textilní výroby se zapsalo Poříčí nejstarším plátenickým podnikem. Majitelem zdejšího Běličského dvora byl v 50. letech 18. století trutnovský obchodník s plátnem Adam Wagner. V 70. letech patřilo poříčské bělidlo pražskému bankéři Zehenderovi, řediteli Španělské obchodní společnosti sídlící na čas přímo v Poříčí. Roku 1845 se zdejší bělidlo stalo majetkem bratří Walzlových, jejichž přádelna stejně jako Haasova továrna poznamenala život poříčského dělnického lidu.

### Elektrárna
- Elektrárna Poříčí – první tepelná elektrárna v Poříčí byla postavena v místech u dnešní elektrorozvodny. V 50. letech 20. století ji nahradila nová elektrárna, tzv. EPO II v Kladské ulici.

### Stavební hmoty
- PORFIX (dříve Prefa, Porobeton) – výroba přesných porobetonových tvárnic.
- KASPER (dřevěné vazníky, kovovýroba)

## Železnice
Železnice dorazila do Poříčí 1. srpna 1868, kdy byla zahájena doprava mezi Malými Svatoňovicemi a Královcem. Poříčská železniční stanice byla až do vybudování trati přímo do Trutnova v roce 1870 označována jako Trutnov. Poté došlo k přejmenování stanice na Poříčí a v roce 1919 na Poříčí u Trutnova. Od připojení obce k Trutnovu v roce 1947 nese stanice označení Trutnov-Poříčí. Při výstavbě nové tepelné elektrárny EPO II (elektrárna Poříčí) a její vlečky v 50. letech 20. století bylo vybudováno pár stovek metrů od stanice Trutnov-Poříčí v místě původní zastávky Poříčí u Trutnova druhé poříčské nádraží. Protože se nachází uprostřed mezi třemi trutnovskými nádražími na jedné trati, dostalo název Trutnov střed. Toto účelem hlavně nákladové nádraží brzy zastínilo původní stanici Trutnov-Poříčí, hlavně kvůli jeho odlehlosti. V těsné blízkosti stanice Trutnov-Poříčí se ještě nachází železniční zastávka „Trutnov zastávka“, avšak na jiné trati.
Další velkou železniční zajímavostí je zdejší poříčský dvoupatrový viadukt. V roce 1868 byl vybudován první most, vysoko přes údolí Petříkovického potoka pro trať z Jaroměře do Královce. Před rokem 1908, když se budovala jiná trať z Trutnova do Teplic nad Metují, bylo nutné opět překlenout údolí, ale naopak nízko nad terénem. Díky výšce stávajícího mostu mohlo být využito stejného místa a trati se zde kříží pod sebou, každá po samostatném mostě. Jedna vysoko nad údolím, druhá zase tak nízko, že jí nemohou podjíždět kamiony a vyšší autobusy, směřující po silnici II/301 do Adršpašských skal.

## Galerie

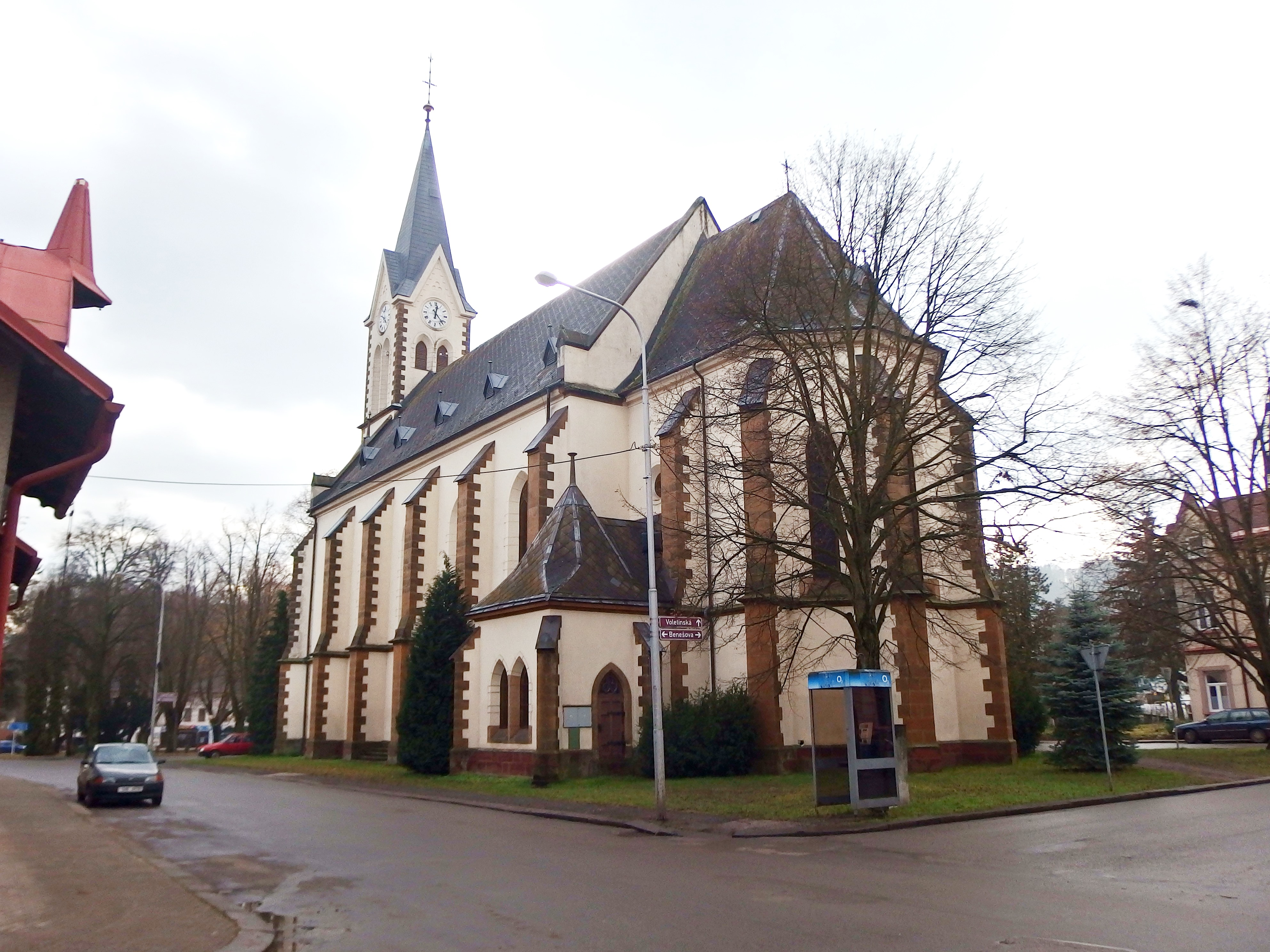
Kostel svatých Petra a Pavla
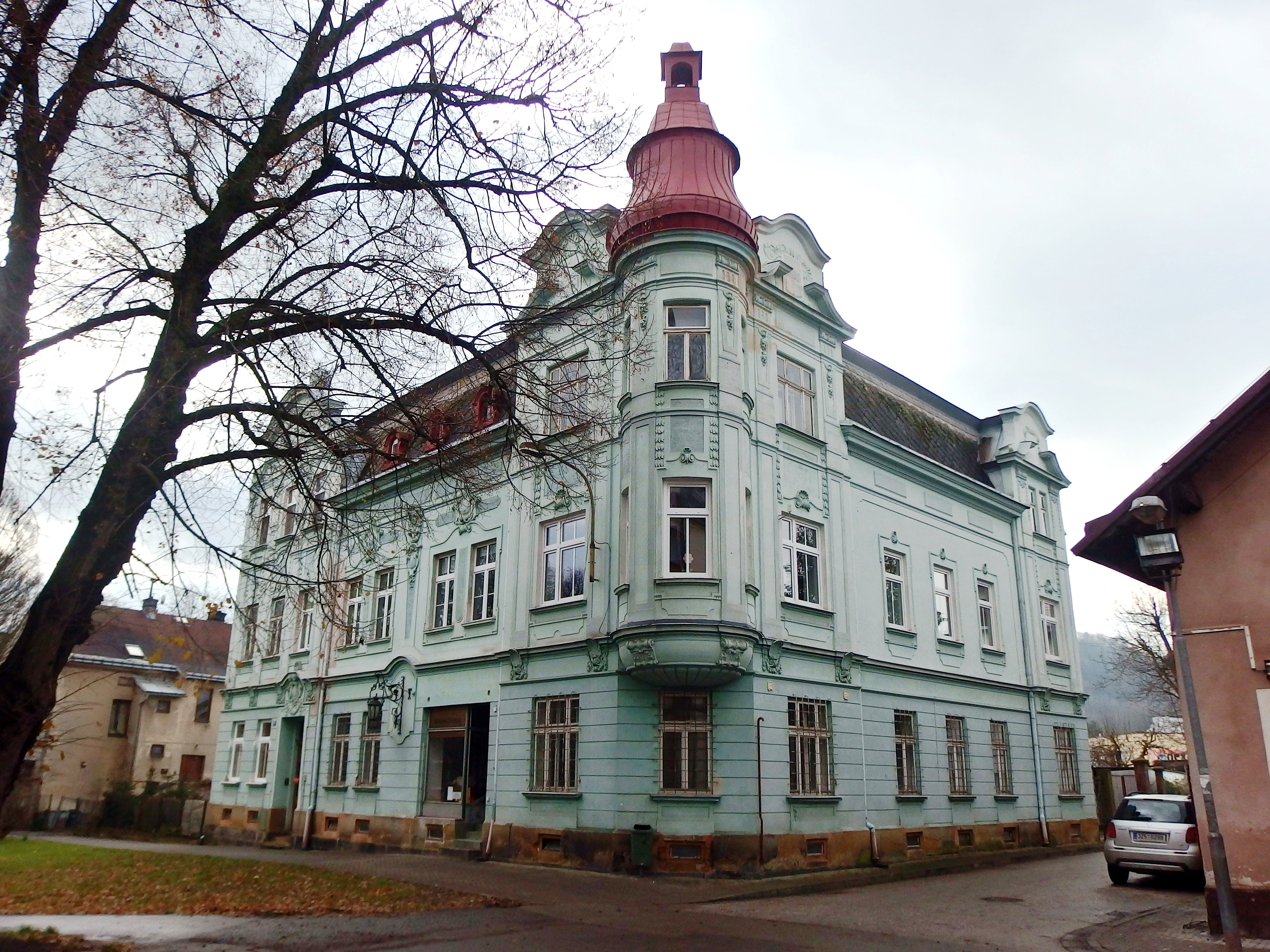
Městská knihovna Trutnov - Poříčí
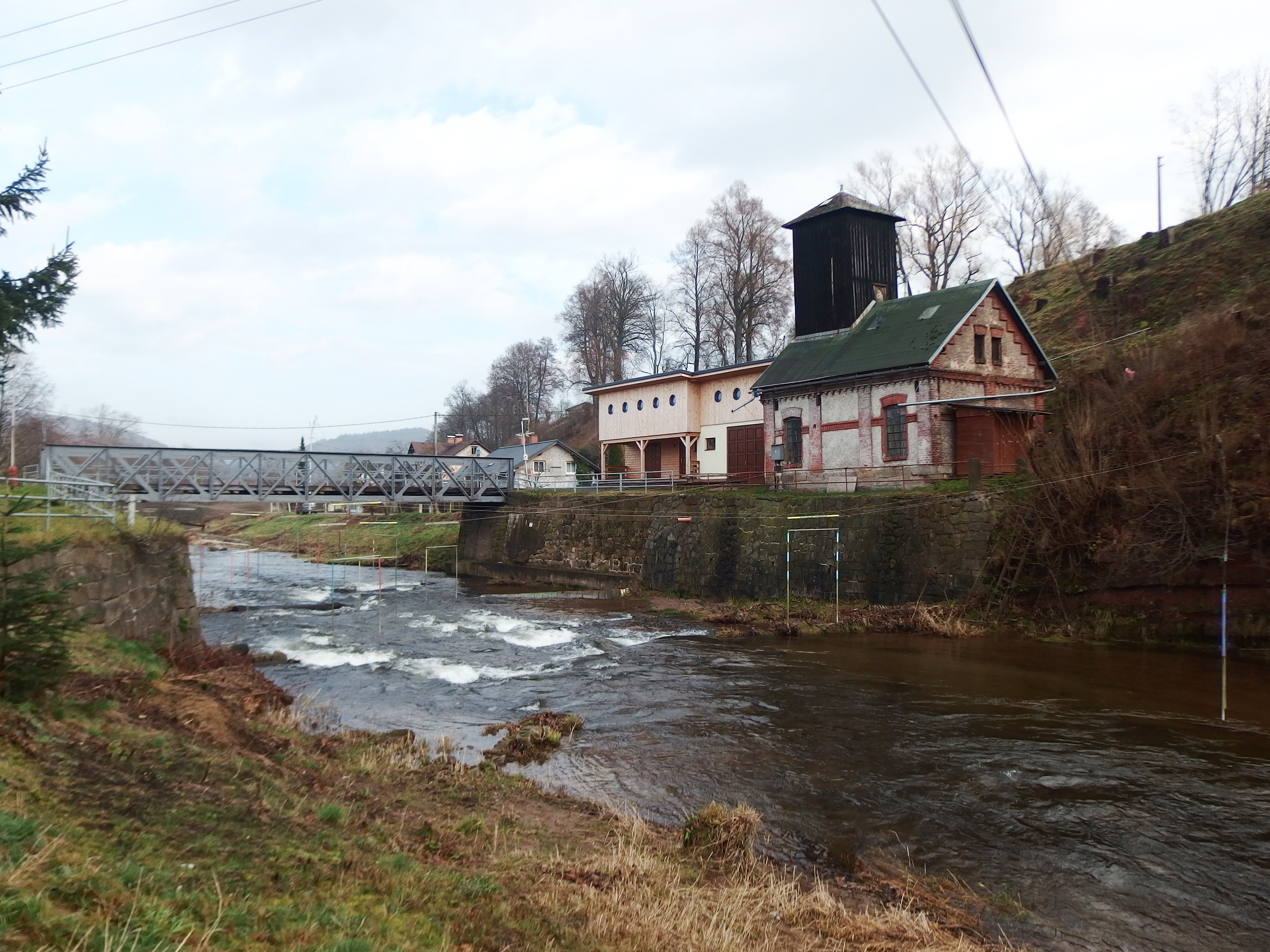
Řeka Úpa s mostem, novou loděnicí a bývalou hasičskou zbrojnicí
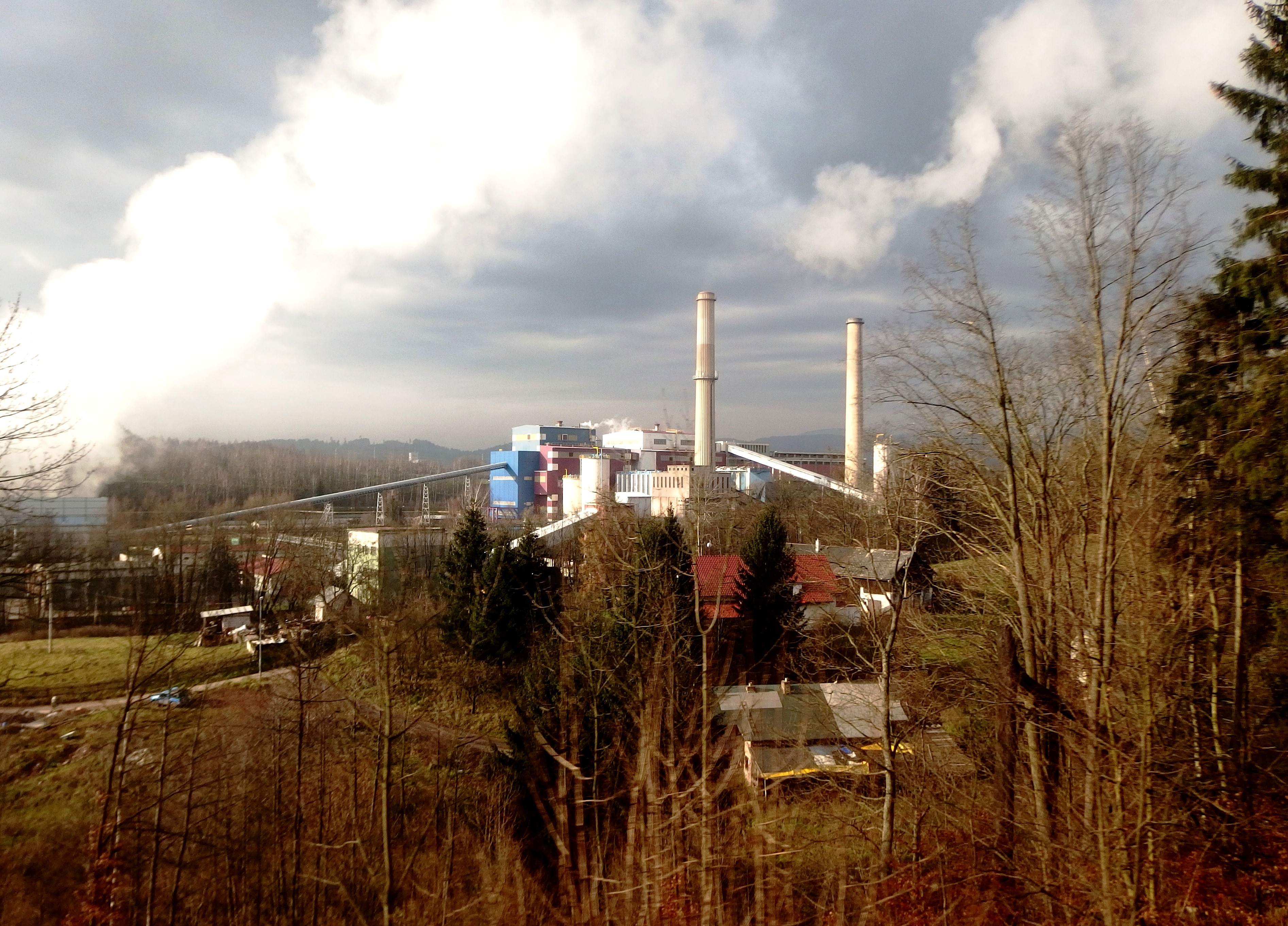
Tepelná elektrárna Poříčí II
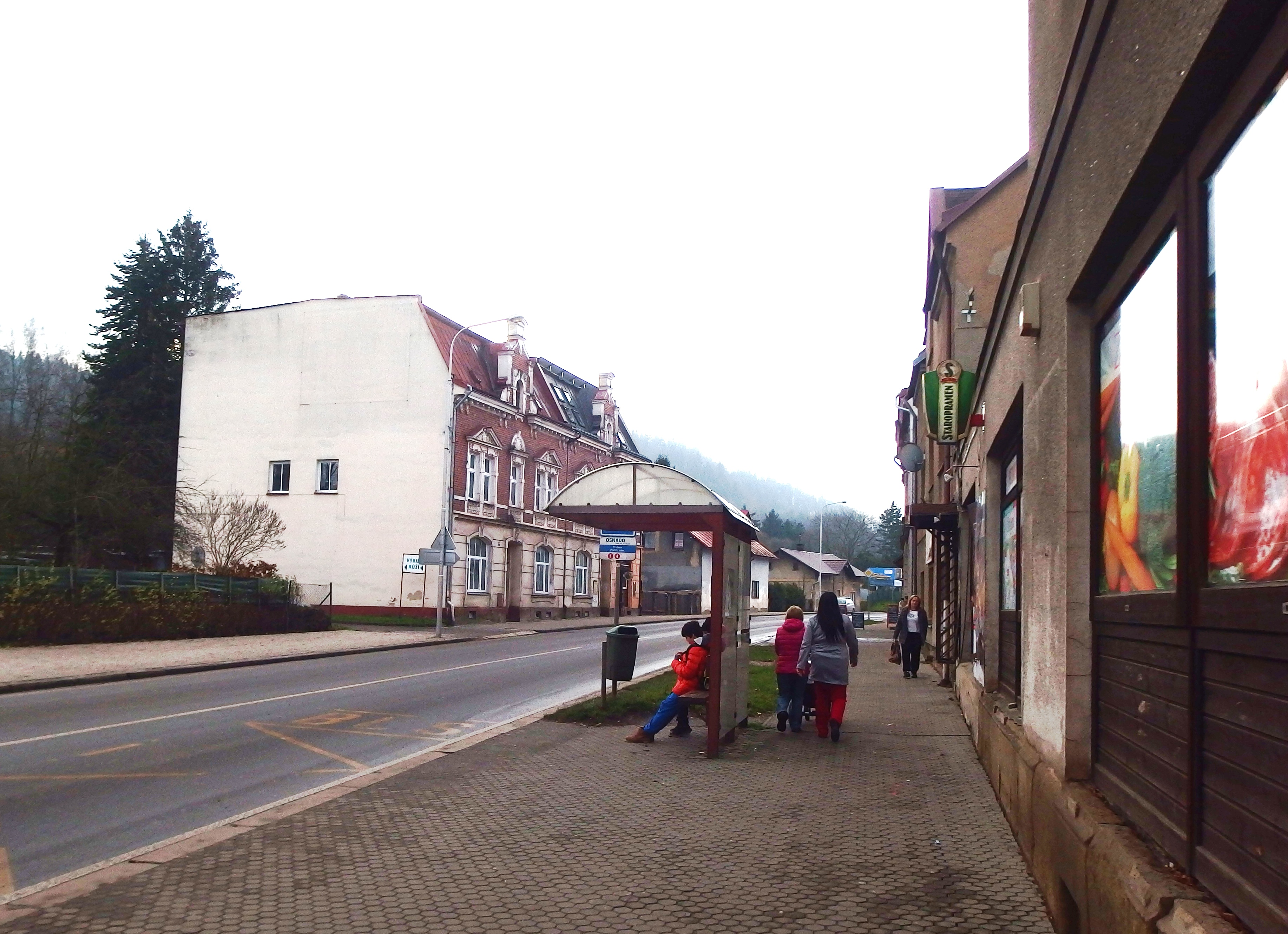
Náchodská ulice, směr do centra Trutnova
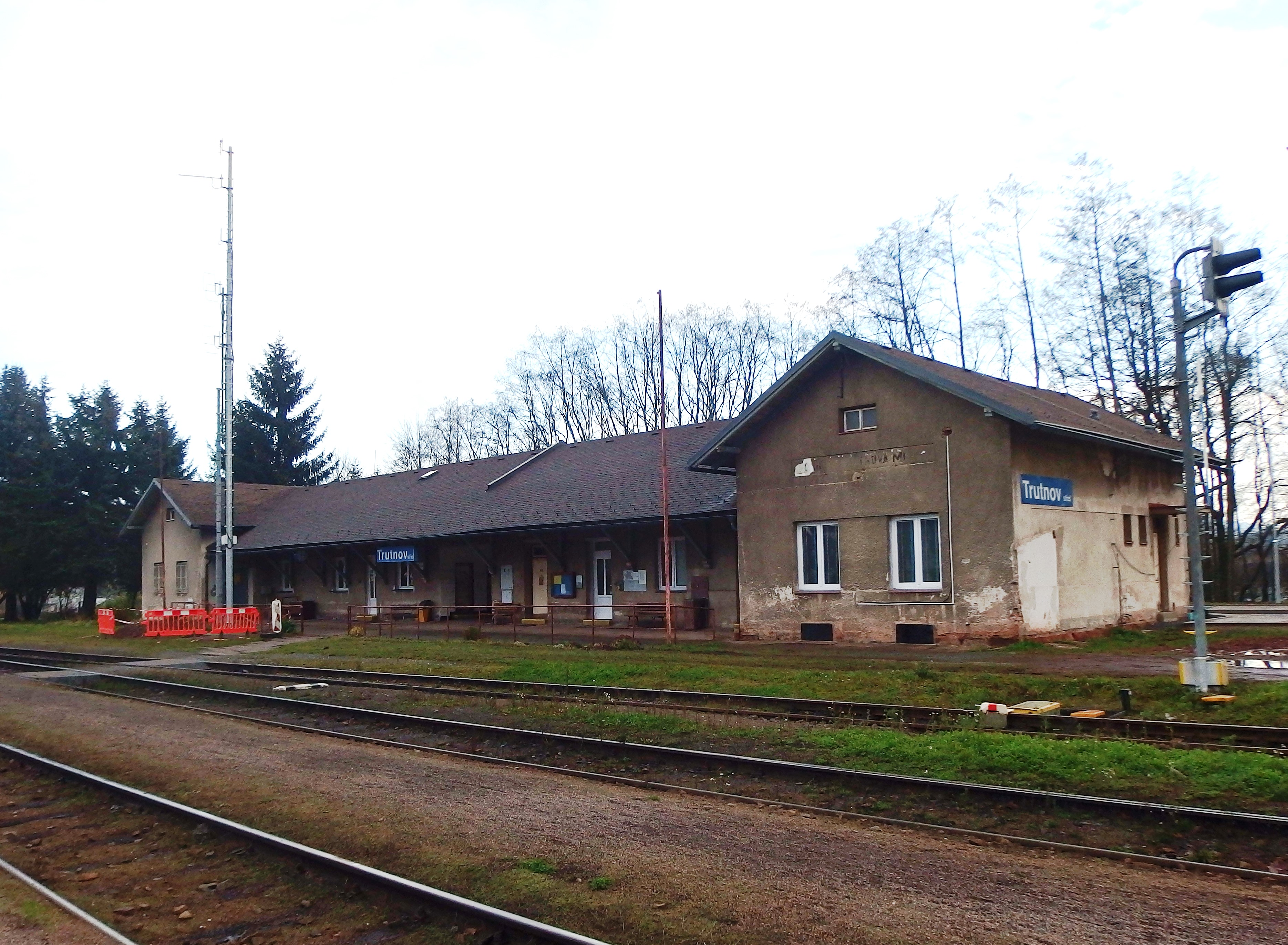
Nádraží Trutnov střed
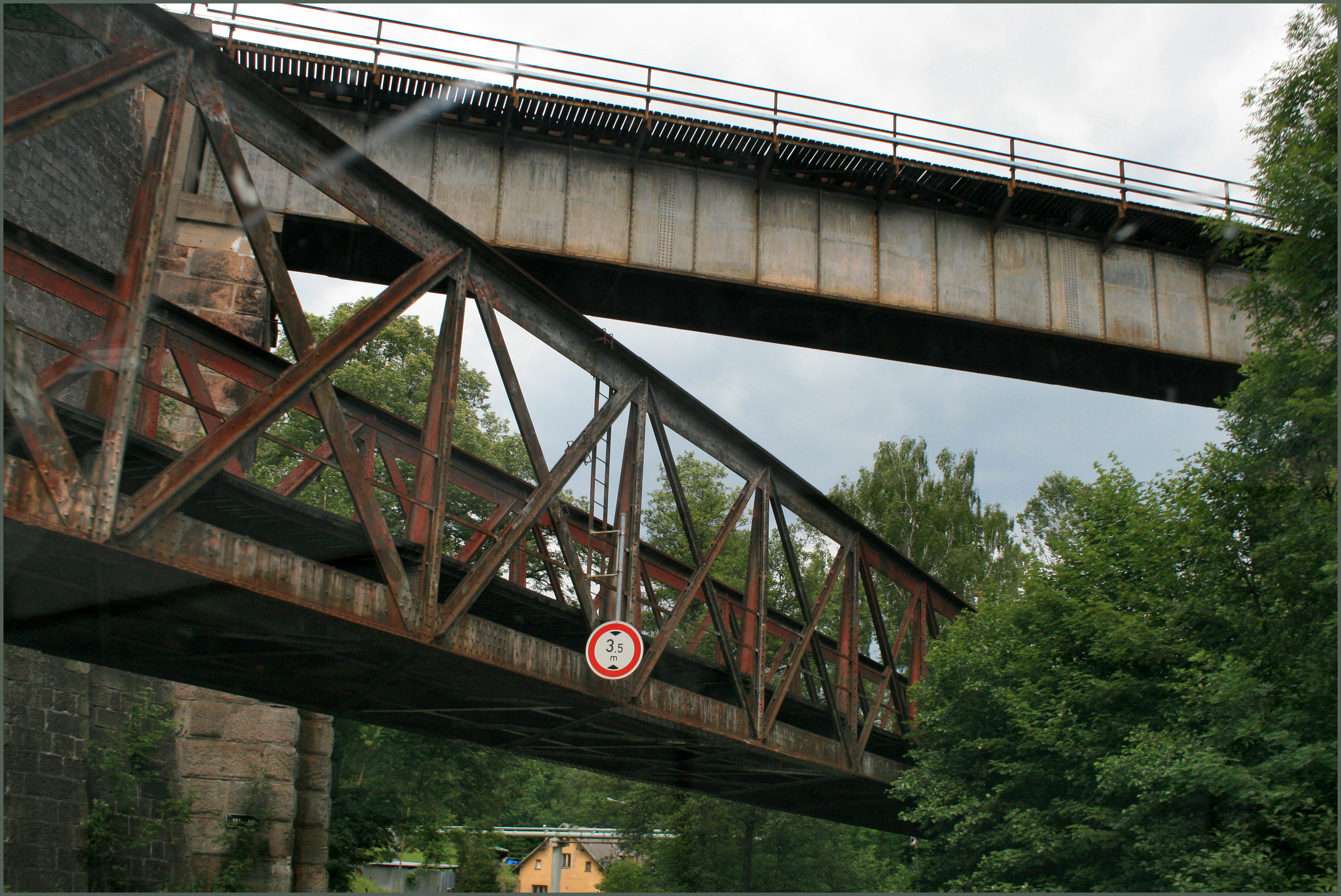
Dvoupatrový železniční viadukt